# Yeni Daşkənd
Yeni Daşkənd (również Yeni Dashkend, Yeni Dashkent) – wieś w Azerbejdżanie, w Rejonie Bərdə, położona na wysokości 120 m n.p.m.